# Rudgea sandemanii
Rudgea sandemanii är en måreväxtart som beskrevs av Noel Yvri Sandwith. Rudgea sandemanii ingår i släktet Rudgea och familjen måreväxter. Inga underarter finns listade i Catalogue of Life.